# Bataille de Derna (2018-2019)
Pour les articles homonymes, voir Bataille de Derna.
- Territoire contrôlé par l'Armée nationale libyenne
- Territoire contrôlé par le Conseil des moudjahidines de Derna

Deuxième guerre civile libyenne
Batailles
- Benghazi (2014)
- Aéroport de Tripoli (en)
- Benghazi (2014–17)
- Oubari
- Kikla
- Derna (2015–16)
- Zliten
- Croissant pétrolier (janv. 2016)
- Syrte (2016)
- Croissant pétrolier (sept. 2016)
- Croissant pétrolier (2017)
- Birak (2017)
- Derna (2018–19)
- Croissant pétrolier (2018)
- Tripoli (2018)
- Fezzan
- Tripoli (2019–20)
- Syrte (2020)
- Tripolitaine orientale (2020)

La bataille de Derna se déroule du 7 mai 2018 au 13 février 2019 lors de la deuxième guerre civile libyenne. À l'issue des combats, la ville de Derna, auparavant contrôlée par le Conseil de la Choura des moudjahidines de Derna, est prise par l'Armée nationale libyenne (ANL).

## Prélude
En 2018, la ville côtière de Derna, peuplée de 150 000 habitants, est la dernière de l'est de la Libye à échapper au contrôle du gouvernement de Tobrouk. La ville est alors tenue par le Conseil de la Choura des moudjahidines de Derna, une alliance de groupes islamistes et djihadistes, dont plusieurs sont proches d'al-Qaïda. Tombée aux mains des djihadistes en 2014, la ville avait déjà été le théâtre d'affrontements en 2015 et 2016, qui avaient opposé les combattants du Conseil des moudjahidines de Derna à ceux de l'État islamique et qui s'étaient achevés avec la victoire des premiers ; l'EI étant alors repoussé hors de la ville. Derna reste cependant assiégée par les forces de l'autoproclamée « Armée nationale libyenne », affiliées au gouvernement de Tobrouk, qui mènent régulièrement des raids aériens contre des positions djihadistes,. Le 7 mai 2018, à l'issue d'un défilé militaire à Benghazi, le maréchal Khalifa Haftar, l'homme fort de l'Est libyen, annonce le début de l'offensive pour reprendre Derna,. Une source militaire de l'agence Xinhua évoque cependant des combats dès le 3 mai.

## Forces en présence
L'offensive est menée par l'« Armée nationale libyenne » (ANL) et des milices tribales alliées,. La brigade al-Saiqa (en) et la brigade Tariq ibn Ziyad, en majorité salafiste, participent notamment à la bataille. Des rebelles soudanais de l'Armée de libération du Soudan (ALS) appartenant à la faction de Minni Minnawi participent également aux opérations aux côtés de l'ANL. Selon l'analyste Arnaud Delalande, 25 unités de l'ANL, soit un quart du total de ses forces, sont engagées dans la bataille. Certaines sont bien équipées et ont reçu du matériel d'Égypte ou des Émirats arabes unis. L'ANL dispose aussi de forces aériennes. Elle bénéficie d'un appui militaire de l'Égypte, des Émirats arabes unis et de la France. Des frappes de drones émiratis auraient été effectuées. Côté français, des équipes de la DGSE pourraient être impliquées dans la bataille. D’après des sources données au journaliste Jean Guisnel , il s’agirait de 35 a 60 membres du CPIS du Service Action . Ils auraient participé aux combats au sol et auraient apporté un soutien aux forces d’Haftar , avec notamment des mortiers lourds.La présence de soldats égyptiens est également signalée à Derna.
Les forces islamistes et djihadistes de Derna sont quant à elles rassemblées au sein du Conseil de la Choura des moudjahidines de Derna. Occupant la ville depuis 2011, celui-ci se rebaptise cependant « Force de protection de Derna » le 12 mai 2018. Le groupe le plus important de cette alliance est la Brigade des martyrs d'Abou Salim, fondée par d'anciens membres du Groupe islamique combattant en Libye.

## Déroulement
Les premières semaines, les forces de l'Armée nationale libyenne attaquent des positions fortifiées aux entrées de la ville. Les combats s'intensifient le 24 mai et début juin, les forces de l'ANL contrôlent les entrées Est et Ouest de la ville. Le 4 juin, les forces de l'ANL entrent dans la ville par trois côtés, le maréchal Haftar annonce alors le début de la deuxième phase de l'offensive,. Leur progression est rapide : dès le lendemain, l'ANL affirme contrôler 75 % de Derna,. Les affrontements ont alors lieu dans le centre-ville et autour du port et de la base navale mitoyenne. Au moins une vingtaine de soldats de l'ANL, une trentaine de djihadistes et une dizaine de civils sont tués en quelques heures. Le 11 juin, l'ANL revendique la prise de nouveaux quartiers. Le 27 juin, l'ANL annonce lancer l'assaut contre le « dernier bastion » des islamistes dans le centre-ville. Le 28 juin, le maréchal Khalifa Haftar annonce « la libération » de Derna,,.
Cependant, une poche avec au moins plusieurs dizaines de combattants subsiste pendant plusieurs mois dans le centre-ville,. Le 8 octobre, les forces de l'ANL capturent Hicham al-Achmaoui, dit Abou Omar al-Mouhadjir al-Masri, ancien officier des forces spéciales égyptiennes devenu chef du groupe islamiste Ansar al-Islam. Le 13 février 2019, l'Armée nationale libyenne annonce la fin de ses opérations à Derna. Son porte-parole, Ahmad al-Mismari, déclare alors : « Tous les sites terroristes de Derna ont été éliminés. Le processus de nettoyage est achevé ». Selon lui plusieurs dizaines de djihadistes ont été tués et plusieurs dizaines d'autres faits prisonniers dans les ultimes opérations.

## Pertes
Le 31 mai 2018, Abdulkarim Sabra, le porte-parole de l'Armée nationale libyenne, déclare que les combats à Derna ont fait 20 morts et 35 blessés parmi leurs combattants, la plupart de ces pertes étant causées par des mines, tandis qu'une centaine de membres du Conseil de la Choura des moudjahidines de Derna ont été tués et une centaine d'autres faits prisonniers.

## Exactions
Les forces du maréchal Haftar sont soupçonnées d'avoir commis des exactions — pillages, destructions de biens, détentions arbitraires — au cours de la bataille selon la Mission d'appui des Nations unies en Libye (MANUL). En juin, une vidéo montrant l'exécution sommaire de deux prisonniers est diffusée sur les réseaux sociaux.

## Vidéographie
- [vidéo] « Libye : la ville de Derna bientôt libérée ? », Euronews, 6 juin 2018.